# 特雷比亞河戰役 (1799年)
特雷比亞戰役發生於1799年6月17日至6月20日，由俄奧聯軍的指揮官蘇沃諾夫對抗法國的麥克唐納，結果由俄奧聯軍取得勝利。

## 註腳
1. 1 2 3 4  Clodfelter 2017，第109頁.